# Pedagogia Freinet

La pedagogia Freinet è la pedagogia che si ispira all'insegnamento di Célestin Freinet, educatore e pedagogista. È considerato il massimo esponente dell’attivismo francese. Tuttavia egli, pur essendosi ispirato a figure autorevoli quali Dewey, Montessori, non volle mai considerarsi l’esponente di una corrente, ma un maestro. 

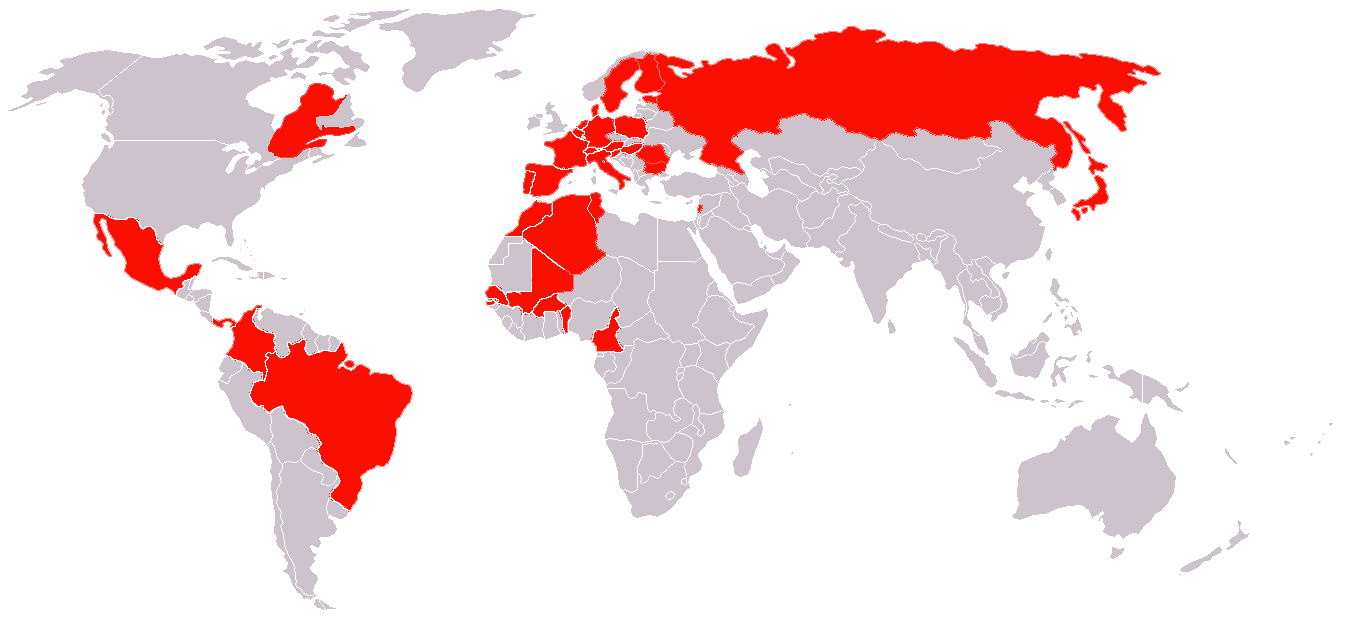
Paesi con i movimenti della Pedagogia di Freinet (scuola moderna)

Egli avvertì subito l’esigenza di modificare profondamente i contenuti e i metodi dell’insegnamento tradizionale: verbalistico, nozionistico, impartito uniformemente da un insegnante che domina la scena, sostanzialmente autoritario e repressivo. Quel modo di lavorare era un fallimento.
Freinet fu il fautore di una scuola e di una pedagogia moderne, che sostituivano all’autorità del maestro, alla netta separazione tra scuola e vita, la libera espressione dell’alunno e il mantenimento del legame tra realtà scolastica e realtà pre-scolastica.
Alla base di questo movimento innovatore vi furono due ragioni principali: 
1. La sua fede marxista, che lo portava a credere nella scuola come nell’unica possibilità di riscatto sociale per tutti gli uomini attraverso l’esercizio della parola e l’attività manuale, forma anch’essa di cultura e di sviluppo di conoscenza.[1]
2. L’adesione a un pensiero pedagogico che poneva al centro del progresso educativo il bambino, con i suoi interessi, le sue aspirazioni, i suoi bisogni. Era il promotore di una concezione dell'educando come soggetto attivo e interessato.[1]

Secondo Freinet, infatti, doveva esserci continuità tra scuola e vita. Per assecondare il naturale sviluppo del bambino e per suscitare il suo interesse, infatti, l’alunno doveva poter fare e sperimentare, non semplicemente ascoltare e riprodurre modelli già costituiti.
Secondo l'autore la pedagogia giusta da utilizzare doveva essere:
- “Pedagogia del buon senso”, in cui la natura e la realtà rurale danno insegnamenti alla scuola e ai suoi educatori.[1]

- “Pedagogia popolare”, in cui l’educatore riesce a coinvolgere tutti i suoi alunni, creando in loro delle forme di interesse per l’argomento trattato.[1]

L’autore, con la sua pedagogia moderna, non propone un metodo bensì delle tecniche. In effetti, il metodo appartiene al suo ideatore e non è modificabile, mentre le tecniche sono dei suggerimenti che gli insegnanti possono variare in base alle loro esigenze.

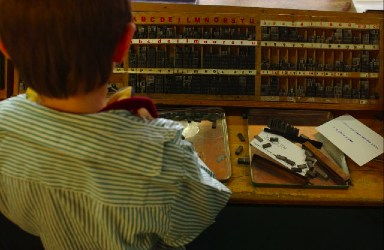
La tipografia Freinet

Le tecniche proposte da Freinet mettono in luce il ruolo centrale del materiale e la sua attenta preparazione.
Le principali sono:
- La “Lezione passeggiata”: prima tecnica per collegare la scuola alla vita, prevedeva un’uscita all’aria aperta, per andare a osservare la campagna e il villaggio. Al rientro in classe, dopo aver discusso di quanto osservato, veniva scritto il resoconto dell’uscita.[1]

- Il “Testo libero”: gli alunni lo scrivevano per raccontare propri vissuti, esperienze, emozioni. Tra tutti i testi se ne sceglieva uno che sarebbe stato stampato e utilizzato per la corrispondenza interscolastica. Il testo libero motivava inoltre all’esercizio della lettura – non più estranea all’interesse di alunni e maestro – e dava l’avvio ad ulteriori attività.[1]

- La “Stampa”: permetteva di produrre un artefatto, in cui non solo si concludeva e conservava il lavoro dell’alunno, ma si consentiva anche una corrispondenza di tipo interscolastico.[1]

- La “Corrispondenza interscolastica”: era un’ulteriore fonte di motivazione alla scrittura. Le classi delle scuole che vi partecipavano si scambiavano settimanalmente un testo libero scelto e stampato. L’unione dei testi stampati di un anno costituiva il giornale di classe e il “libro di vita”.[1]

Un aspetto fondamentale dall’azione pedagogica di Freinet fu la cooperazione, che chiese e ottenne dai suoi allievi, che realizzò con la corporazione degli insegnanti con i quali costituì la Cooperazione per l’insegnamento laico (CEL), che gli permise di aprire la prima École Freinet nel 1935 a Vence, nonché di costituire nel 1957 la FIMEM (Féderation Internationale des Mouvements de l’École Moderne).

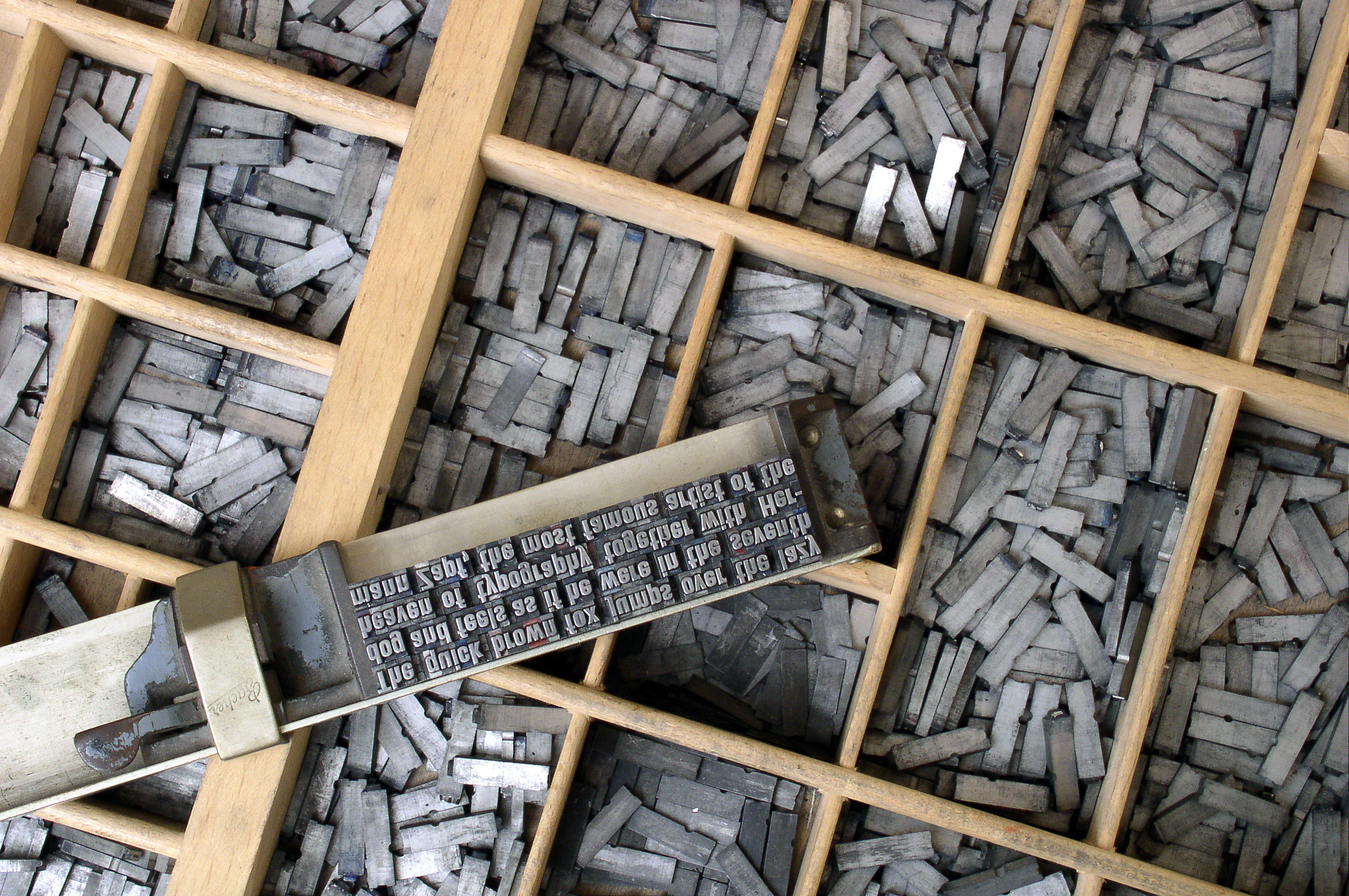
I caratteri mobili tipografici

La pedagogia di Freinet fu ripresa in Italia nel 1951 da un gruppo di insegnanti primari e secondari (primi fra tutti Giuseppe tamagnini e Anna Fantini), che prese il nome di Cooperativa della Tipografia a scuola, con lo scopo di diffondere gli strumenti per le tecniche Freinet.
Dopo qualche anno però si trasformò nel Movimento di Cooperazione Educativa (MCE), occasione d’incontro e confronto fra esperienze didattiche comunque innovative, che riscosse un notevole successo.
Agli aderenti al Movimento di Cooperazione Educativa non era chiesto di dichiarare alcuna fede politica o ideologica né di compiere particolari scelte pedagogiche, ma semplicemente di cooperare al rinnovamento della didattica.